# 689 Zita
689 Zita
689 Zita là một tiểu hành tinh ở vành đai chính. Nó được Johann Palisa phát hiện ngày 12.9.1909 ở Viên, và được đặt theo tên công chúa Zita của Bourbon-Parma, vợ của hoàng đế Charles I của Áo